# Sydsjælland
Sydsjælland er en geografisk betegnelse, der har varieret væsentligt gennem historien. I dag kan Sydsjælland som udgangspunkt siges at dække Næstved Kommune, Faxe Kommune, Stevns Kommune og Vordingborg Kommune. Det omfatter bl.a. byer som Næstved, Fuglebjerg, Glumsø, Haslev, Hårlev, Store Heddinge, Faxe, Præstø og Vordingborg. I visse sammenhænge omfattes øen Møn ligeledes af betegnelsen.